# فرار از تأسیسات اصلاحی کلینتون ۲۰۱۵
فرار از تأسیسات اصلاحی کلینتون ۲۰۱۵ در ۶ ژوئن به وقوع پیوست. در جریان این فرار، مشاهده شد دو زندانی هنگام کنترل رختخواب در ساعت ۵:۳۰ صبح در تأسیسات اصلاحی فوق امنیتی کلینتون در جای خود نیستند. زندانیان، ریچارد مت ۴۸ ساله و دیوید سوئت ۳۴ ساله بودند که هر دو به خاطر قتل محکوم شده‌بودند.

## فرار
در ۷ ژوئن ۲۰۱۵، گزارش شد در خیابانی حدوداً در ۵۰۰ فوتی جنوب دیوار زندان، «رخنه‌ای خارجی» یافت شده است. مت پیشتر در ۱۹۸۶ از زندانی در شهرستان ایری فرار کرده بود. فرار با فرار رخ داده در داستان کوتاه و فیلمی از استیون کینگ، به نام رستگاری در شاوشنک مقایسه شده است.
مقامات دریافتند که این دو نفر قصد داشتند توسط یک کارمند زندان به نام جویس میچل که پس از آن، به گفته یکی از بستگانش، دچار درد قفسه سینه شد و در بیمارستان بستری شد، با خودروش فرار کنند.

## جستجو
مقامات در پی دریافت سرنخی مبنی بر حضور این دو در مزارع پیرامون شهر ویلسبورو در ۹ ژوئن، نیویورک آنجا را جستجو کرده‌اند.
جستجو برای یافتن آنان با استفاده از هلیکوپتر و سگ‌های جستجو گر بود ولی شرایط نامساعد جوی این تلاش‌ها را با مشکل مواجه کرد.تقریباً سه هفته پس از فرار، مت در مالون نیویورک پیدا شد و در آنجا مورد اصابت گلوله قرار گرفت و کشته شد؛ دو روز پس از آن، سوئت مورد اصابت گلوله قرار گرفت و بازداشت شد.